# Mertensia (plant)
Mertensia  is een geslacht van vaste planten uit de ruwbladigenfamilie (Boraginaceae).

## Soorten
- Mertensia maritima (L.) Gray - Oesterblad